# Menhirs de Goresto
Les menhirs de Goresto sont un groupe de trois menhirs situés à Canihuel dans le département français des Côtes-d'Armor.

## Protection
Le menhir no 1 a été inscrit à l'inventaire supplémentaire des monuments historiques en 1969.

## Description
Le menhir no 1 est isolé des deux autres situés environ 200 m au sud-est. Il mesure 5,60 m de hauteur pour 2,10 m de largeur et 1,25 m d'épaisseur. Il est en granite local. La fente visible au sommet résulte d'un coup de foudre.
Les menhirs no 2 et no 3 sont distants de 6,20 m l'un de l'autre. Le premier mesure 2,30 m hauteur pour 1,30 m de largeur et 0,95 m d'épaisseur.  Le deuxième mesure 1,45 m hauteur pour 1,10 m de largeur et 0,80 m d'épaisseur. Ils sont tous deux en granite à grains moyens.